# Vinha da Rainha

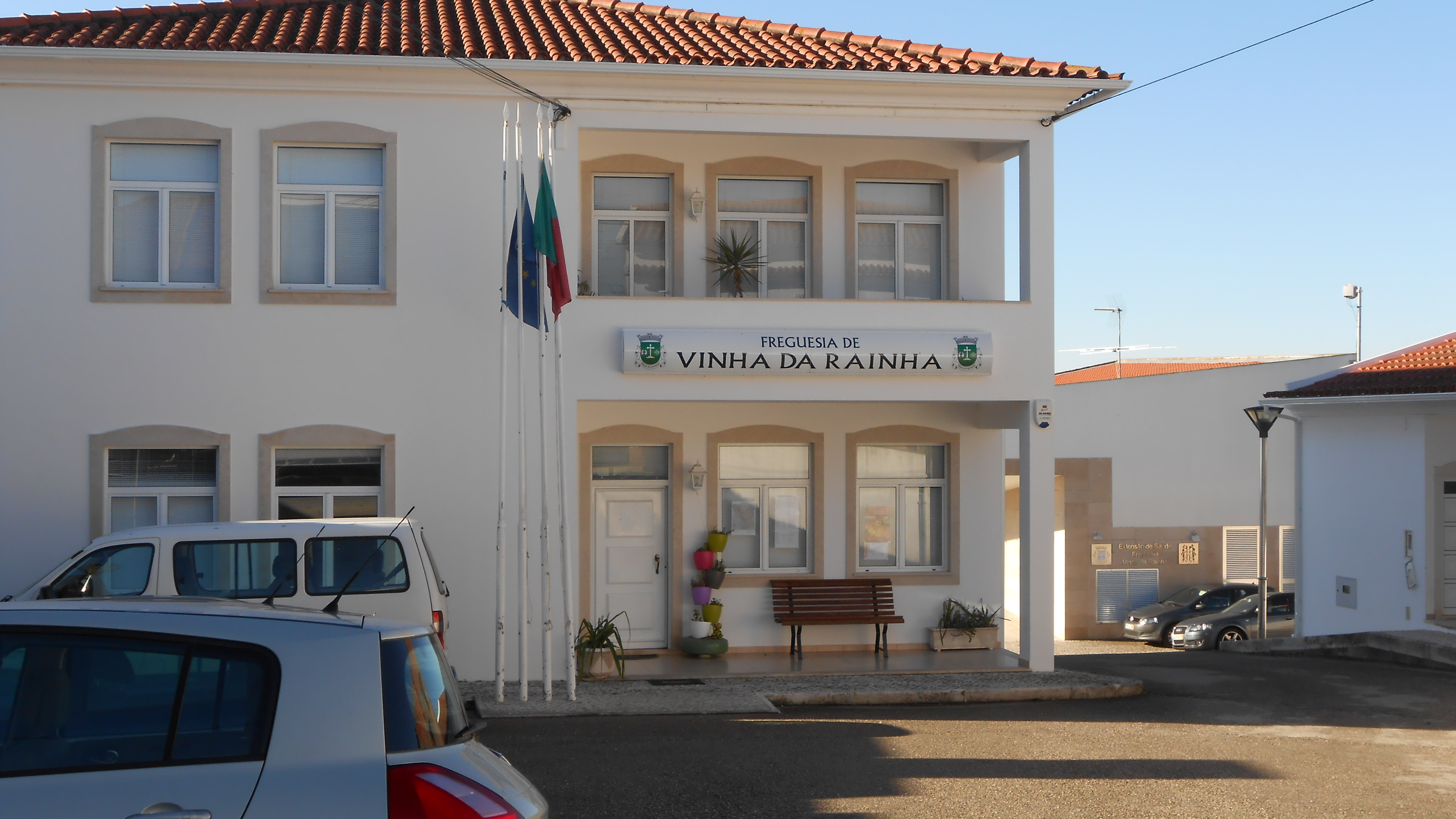
Sede da junta de freguesia.

Vinha da Rainha é uma povoação portuguesa sede da Freguesia de Vinha da Rainha do Município de Souure, freguesia com 21,27 km² de área e 1215 habitantes (censo de 2021), tendo, por isso, uma densidade populacional de 57,1 hab./km²

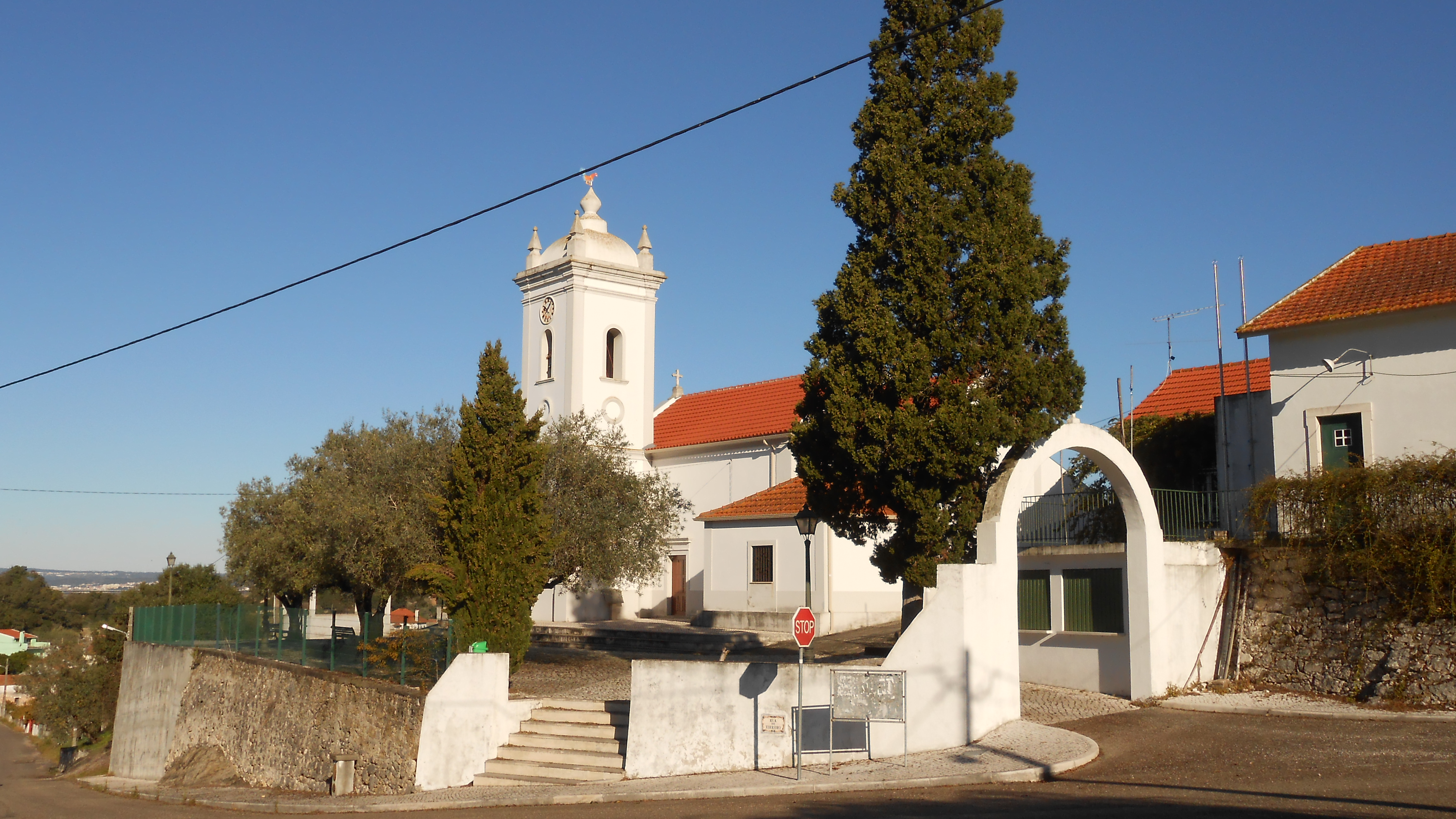
Capela de Nossa Senhora do Pranto, em Pedrógão

O seu território compreende uma extensa fileira de povoados a leste do Município de Soure, entre as várzeas do Rio Pranto, as planícies do Mondego e os planaltos e outeiros estremenhos. Vinha da Rainha, enquanto freguesia, tem como fronteira as suas homónimas Samuel e Gesteira, a este, respetivamente, Almagreira e Louriçal, já no Município de Pombal, a sul, e ainda Paião e Borda do Campo a oeste e Alqueidão a norte, todas estas últimas pertencentes ao Município da Figueira da Foz.

## Demografia
A população registada nos censos foi:
| Distribuição da População por Grupos Etários | Distribuição da População por Grupos Etários | Distribuição da População por Grupos Etários | Distribuição da População por Grupos Etários | Distribuição da População por Grupos Etários |
| -------------------------------------------- | -------------------------------------------- | -------------------------------------------- | -------------------------------------------- | -------------------------------------------- |
| Ano                                          | 0-14 Anos                                    | 15-24 Anos                                   | 25-64 Anos                                   | > 65 Anos                                    |
| 2001                                         | 173                                          | 220                                          | 746                                          | 444                                          |
| 2011                                         | 142                                          | 116                                          | 706                                          | 433                                          |
| 2021                                         | 105                                          | 94                                           | 557                                          | 459                                          |

## Património

### Igreja Matriz de Nossa Senhora da Graça
O edifício que hoje se observa corresponde à remodelação do século XVIII; a fachada apresenta a porta e a janela, respectivamente, com frontão e cimalha curvos; grande parte do recheio é, também, do século XVIII (retábulos principal e colaterais, castiçais, cadeira paroquial, ...). Do espólio desta igreja destaca-se, desde logo, a imagem romanesca da titular (uma Virgem com o Menino). Já a escultura de São Paio, no altar-mor, é uma obra barroca de excelente estofo: pelo movimento que se desprende das vestes e por todo o tratamento formal, esta é, sem dúvida, uma peça «erudita», de muito boa qualidade plástica. A Custódia desta Matriz é uma peça de prata dourada, do século XVIII (tem o punção de Lisboa e outro do ourives, ilegível). Obra que impressiona pela qualidade de tratamento dos seus elementos, tudo concorre para o fausto, o luxo e a admiração, características tão próprias do Barroco; apresenta uma originalidade: «[...] a base tem predomínio de volume sobre o hostiário, que é uma radiação solar».

### Capela de Nossa Senhora do Pranto (Pedrógão do Pranto)
Foi erigida na primeira metade do século XVIII e segue modelo do século anterior. A tábua acoplada no remate de retábulo-mor é uma pintura do último quartel do século XVII, provavelmente da escola de Coimbra, cujo tema retratado é a Anunciação: o anjo debruça-se de joelhos, em veneração da Virgem. Formalmente, segue um modelo italianizante; cena com bastante movimento, mostra-nos um desenho seguro e uma paleta rica. De salientar, também, a imagem da Virgem com o Menino (inícios do século XVIII?), em que a uma certa rigidez de tratamento se contrapõe um belo estofo que ajuda à aparência de fausto e emoção.

### Fornos de Cal do Outeiro

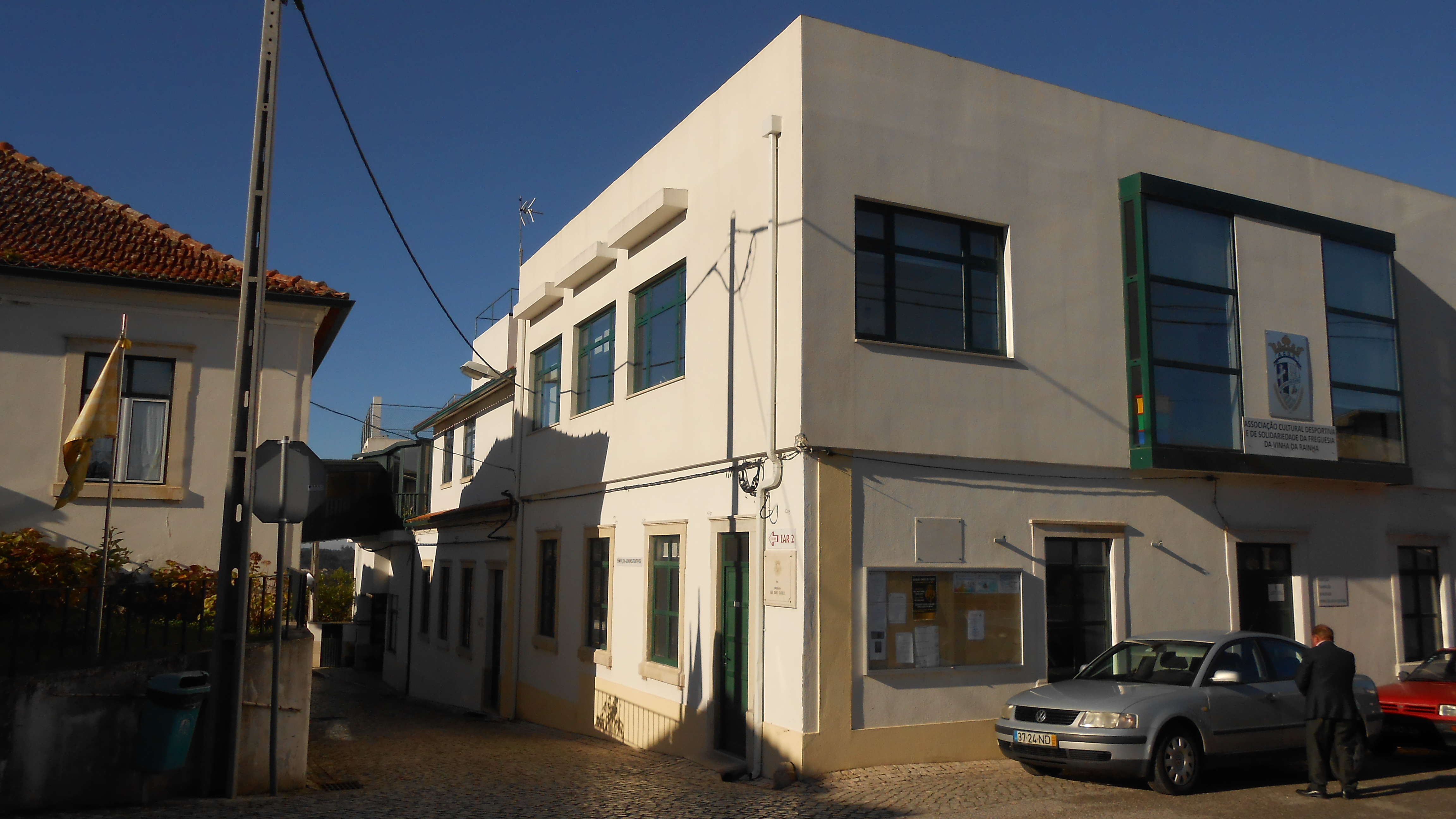
Instalações da ACDS Vinha da Rainha

Na área da freguesia existem alguns fornos de cal, a maioria em ruínas, que são testemunho do aproveitamento dos recursos calcários da região. Num destes fornos, provavelmente já destruído, foram encontradas várias peças arqueológicas que se encontram expostas no Museu Municipal Santos Rocha, na Figueira da Foz.

### Quinta do Seminário
Outrora com grande importância económica na região, ainda testemunha essa grandiosidade, apesar da adulteração do edifício e do seu espaço circundante. Localiza-se no caminho que do Casal dos Bacelos se dirige a Porto Godinho de Cá (município da Figueira da Foz).

### Arquitectura vária
Merece a atenção do visitante um conjunto de casas térreas, construídas, no segundo quartel do século, seguindo a mesma planta. Todas possuem duas janelas que ladeiam a porta de entrada e ao lado um portão de entrada para o pátio. Há muitas semelhanças com a casa gandaresa. De salientar ainda um solar, sem utilização, junto à igreja e de propriedade privada, bem como um conjunto de cruzeiros.

## História

### Os Primórdios - Neolítico e Ocupação Humana

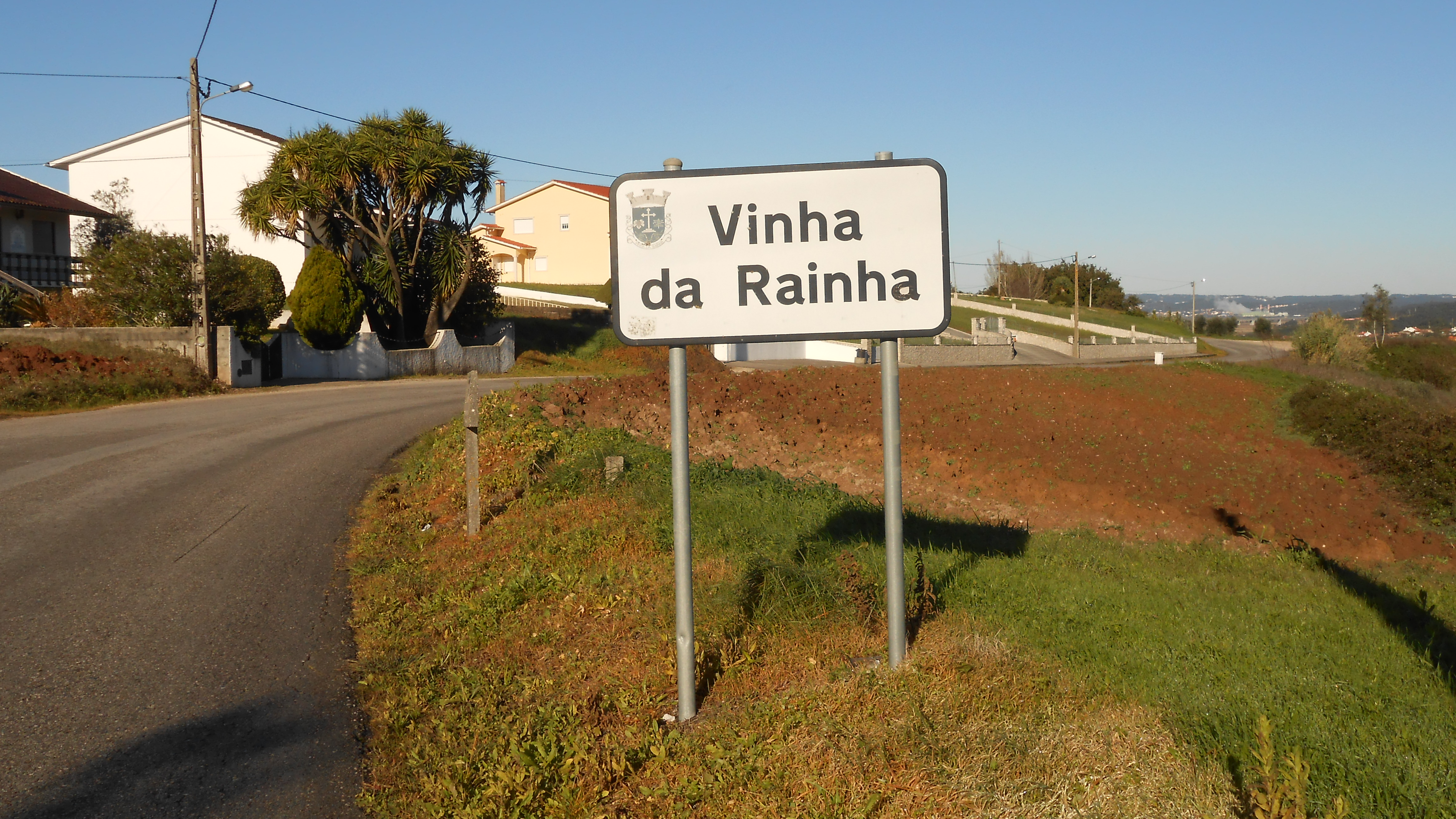
Tabuleta de boas-vindas ostentando o brasão local.

Se ainda perduram vestígios de vida por terras de Vinha da Rainha, em boa parte se deve à influência exercida pelo Rio Pranto, porventura o mais desconhecido afluente do Rio Mondego. Ao Pranto é-lhe atribuído este nome pela proliferação de maleitas que se propagavam aquando das sezões (paludismo, malária), espalhando a morte e a aflição entre os moradores da região, que, inocentemente se abeirando das suas margens nos verões, não adivinhavam tão sôfrego destino. 

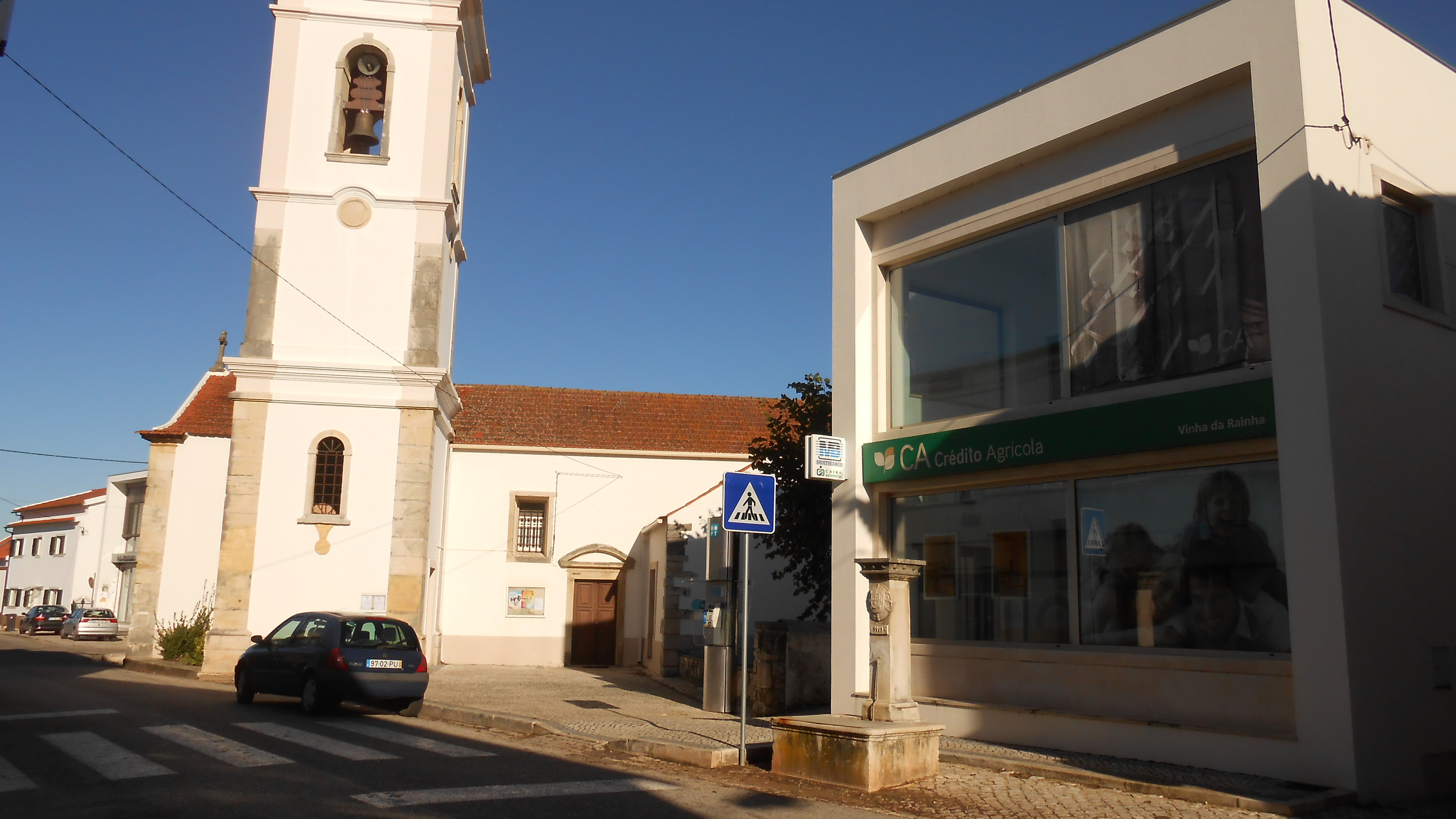
Rua Principal.

A 26 km da sua nascente (nas imediações de Carnide, Pombal), Vinha da Rainha contempla uma riqueza histórica invejável perante o município e a região em redor. Foram, pois, encontrados nesta freguesia alguns vestígios subliminares e outros, de maior significado arqueológico, da presença humana, desde o período neolítico, e que ajudam a definir o modo de vida dos povos que aí se instalaram primitivamente.
Da investigação realizada na freguesia ao longo do século XIX, mais precisamente em 1892, resultou o conhecimento e descoberta da chamada Estação Neolítica do Outeiro do Forno da Cal, de que hoje pouco ou nada se avista. À época, o que parecia constituir uma entusiástica descoberta acabou por presenciar um avançado sinal de abandono, embora tenha sido durante bastante tempo o único local do país a fornecer elementos sobre a alimentação e economia dos povos neolíticos. Supõe-se também que este povoado remonte ao IV milénio a.c. e tenha correspondido ao primeiro povoado estável do homem no território sourense.
O tal Outeiro do Forno da Cal, local georreferenciado pelo atual IPAR, situava-se a uns 300 metros a norte da Igreja Matriz, na margem sul do Mondego, nas orlas do rio Pranto, possivelmente num antigo braço do estuário do Mondego, numa zona de campos alagadiços. Na verdade, tratava-se de uma dolina que, em 1877, em plena  exploração de uma pedreira, pôs a descoberto testemunhos da época neolítica, entre os quais uma cripta funerária, com cinco esqueletos humanos, voltados a oeste, junto dos quais se encontravam vasos de louça, pederneiras, búzios e outros moluscos calcificados e fossilizados. Pouco depois, foram identificadas outras ossadas que, tal como as primeiras, foram destruídas pelos próprios trabalhadores, que o fizeram na convicção de que nada valiam.
Somente vinte anos mais tarde, e na esperança de conseguir salvar um quinhão dos achados da pedreira, é que o arqueólogo Dr. Santos Rocha, tendo conhecimento da exploração, realizou no local uma pequena expedição, tendo feito outras descobertas e colhendo objetos que integram, nos nossos dias, uma pequena parte daquela que é uma das maiores coleções arqueológicas jamais vistas no nosso país, o espólio pessoal do Museu Municipal Santos Rocha, na Figueira da Foz. Os vestígios foram transladados há mais de 100 anos para exposição. Ali se encontram expostas desta estação neolítica alguns vestígios, entre os quais, machados de pedra polida, lâminas de facas de sílex, lascas de sílex e quartzite, fragmentos de lareira e de restos de cozinha, bem como cerâmicas empastadas em tufo calcário.

### Toponímia
Quanto ao topónimo 'Vinha da Rainha', escassas informações podem ser adiantadas; se lendárias, se reais, o certo é que na sua primeira aparição já constava a versão 'Vinea' (vinha em latim), vocábulo ao qual se veio a juntar 'Rainha', não se sabendo exatamente quando. Ao que parece, o mesmo topónimo faz referência a uma soberana regente dos princípios da Nacionalidade, que provavelmente terá por ali passado ou pernoitado, não se sabendo, novamente, ao certo, quem ou qual.

### Idade Moderna
O primeiro assento de casamento na Igreja de Nossa Senhora da Graça, datado de 1494, revela a antiguidade da terra, sendo até hoje a única evidência, tornada documento administrativo, que o permite confirmar.
Tal como a vizinha freguesia de Samuel, Vinha da Rainha, andou distribuída, por assim dizer, de mão em mão pelos antigos municípios limítrofes, como é o caso do extinto concelho de Verride (reformulado para 'concelho da Abrunheira'), até aos idos de 1844, tendo até chegado a abrir mão, três séculos antes, da segunda carta de Foral de Montemor-o-Velho, e estando a cargo dos seus desígnios desde 20 de Agosto de 1516 (reinado de D. Manuel I) até à data referenciada atrás. A partir de 1853, Vinha da Rainha passa finalmente a integrar o concelho de Soure, abandonando aí a sua designação oficial: 'Nossa Senhora da Graça de Vinha da Rainha'.

## Curiosidades Históricas
Pela sua antiguidade e relevo histórico, Vinha da Rainha contém, no seu espaço, alguns locais que remontam à fundação e consumação de Portugal enquanto nação. Eis alguns casos:
- Queitide - De origem germânica, este topónimo teve origem nos séculos IX-X e sabe-se que ali existia uma propriedade agrícola, de nome “villa Quetildi” de um pretor de nome Quetildus. À velha “villa” Quetildi pré-nacional parece corresponder diretamente a notável Quinta de Queitide, mencionada em documento de 1166, pertença de Pedro Guterres e por ele em parte vendida ao mosteiro de Santa Cruz de Coimbra. Sobre a sua posse se estabeleceu grande controvérsia no século XVIII, entre o filho primogénito do Marquês de Pombal e o bispo D. Miguel da Anunciação, que levou a melhor desta disputa, passando a quinta a chamar-se Quinta do Seminário, por pertencer ao bispado.

Para além de Queitide, outros povoados que podem sugerir alguma continuidade no povoamento desta área são, nomeadamente:
- Pedrógão do Pranto (nos documentos em latim, Petrogano)
- Porto Godinho (de Lá) – isto é, Porto de Godinho, com o arcaico “porto” com o significado de passagem (quer do mar ou do rio, para terra, quer de uma terra para a outra), supondo-se que este nome seja de origem germânica e anterior a 987.

## Lugares
Além da sede, a freguesia engloba os seguintes lugares:
- Banhos da Azenha
- Barreiras
- Cabeça Carvalha
- Carrascal
- Casal de Almeida
- Casal de Bacelos
- Casal das Ervilhas
- Formigal
- Mata
- Mira-Olhos
- Pedrógão do Pranto
- Porto Godinho (de Lá)
- Queitide
- Sacabolos
- Salgueirinhas
- Vale de Pedras

## Coletividades
- ASDF Vinha da Rainha, clube desportivo que integra a 2ª Divisão do Campeonato Distrital de Coimbra.

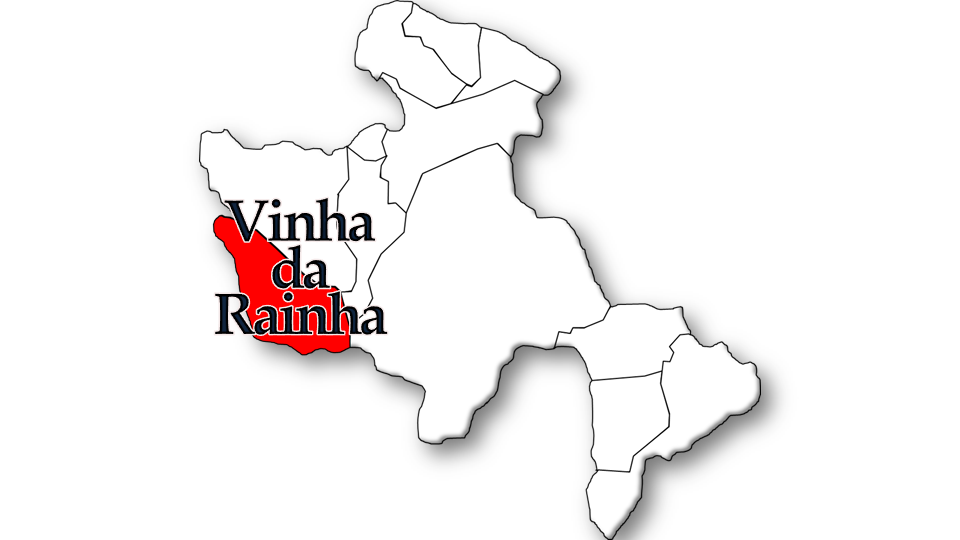
Localização no município de Soure

## Festas e Romarias
- Festa do Espírito Santo (Pedrógão do Pranto) - Maio
- Festa de S. João (Formigal) - Junho
- Festa de S. Jorge (Porto Godinho) - Agosto
- Festa de Santo Amaro (Formigal) - Agosto
- Festa de Nossa Senhora da Graça (Queitide) - Agosto
- Festa do Sagrado Coração de Jesus (Vinha da Rainha) - Outubro

## Infraestruturas
- Junta de Freguesia
- Posto de Correios CTT
- Campo de Futebol
- Polo Industrial de Queitide
- Multibanco
- Caixa de Crédito Agrícola Mútuo de Soure - Balcão Local
- Posto de Abastecimento de Casal de Almeida

A freguesia é atravessada em parte, pela EN342, importante via de comunicação local. Cruza as povoações de Queitide, Vale de Pedras e Casal de Almeida.

## Gastronomia
- Arroz de Cabidela do Mondego
- Ensopado de Borrego
- Leitão
- Lombo de Porco Amanteigado